# Булгаков, Юрий Михайлович
Князь Юрий Михайлович Булгаков, также писался как Голицын-Булгаков (ум. 1561, Псков) — рында, окольничий, кравчий, наместник, московский боярин и воевода на службе у государей Василия III и Ивана IV Грозного.

## Происхождение и семья
Потомок в IX поколении литовского князя Гедимина. Единственный сын боярина князя Михаила Ивановича Булгакова по прозвищу Голица, от которого и появилась фамилия Голицыных. Булгаковы были отраслью князей Патрикеевых, которые занимали одно центральное место при дворе Ивана III, но в конце его правления виднейшие Патрикеевы подверглись репрессиям, что несколько повлияло на позиции рода, тем не менее он оставался одним из самых влиятельных. Отец Юрия Михайловича — Михаил Голица и дядя Дмитрий в битве при Орше попали в литовский плен (1514) и провели там 38 лет (до 1552), Дмитрий скончался в плену, а Михаил Голица был выпущен уже старцем.
Юрий Булгаков-Голицын имел двух сыновей, которые уже именовались фамилией Голицын — Ивана и Василия.

## Служба
Рында при Василии III в походе в Коломну против крымского хана (1522). Пожалован кравчим (1525). В 1529 году, после роспуска больших воевод, первый воевода на берегу Оки, ходил с войском к Мстиславлю. В 1530 году от должности кравчий отставлен. В 1531 году (по другим источникам — в 1551) послан к чешско-венгерскому королю Фердинанду, видимо, для возобновления дипломатических отношений. В 1533 году на свадьбе родного брата великого князя Василия III Ивановича — князя Андрея Ивановича за столом у Государя сидел. В 1534 году второй воевода правой руки войск в Коломне для охранения от крымцев. В 1535 году воевода войск на берегу Оки. В 1536 году по Стародубским вестям первый воевода Сторожевого полка сперва в Коломне, а потом в Серпухове. В 1537 году второй воевода на Угре, потом во Владимире, после в Муроме, а при соединении мещерских воевод первый воевода Сторожевого полка. В 1538 году первый воевода в Серпухове и назначен первым воеводою полка судовой рати в Казанский поход.
В 1540 году (по другим источникам — в 1537) по представлению И. Ф. Бельского получил боярство. В 1540 году, во время нашествия казанцев к Мурому и Владимиру, первый воевода войск правой руки, а после первый воевода Большого полка во Владимире. В 1541 году послан на реку Пахра для защиты от крымского хана Сахиб Гирея, в июле указано ему идти с Пахры на берег Оки в соединение к стоящему там войску и быть воеводою Большого полка. В августе туда пришёл с войском крымский хан, которого отбили и вынудили уйти их российских пределов. В марте 1544 года первый воевода третьего Большого полка в Казанском походе. В марте 1545 года первый воевода Сторожевого полка на берегу Оки от набега крымцев. Новгородский наместник (1546). В 1546 году первый воевода Сторожевого полка в государевом походе к Коломне, а после первый наместник в Новгороде. В 1548 году первый воевода Большого полка в возвратном государевом походе с Роботки в Нижний Новгород и Владимир. В этом же году первый воевода Большого полка в Коломне. В 1549 году велено ему идти из Москвы в Коломну и быть там вторым воеводою Большого полка. В этом же году ходил первым воеводою шестнадцатого Передового полка в шведский поход.
В 1549 году ходил с судовой ратью на Казань. В 1550 году, указано ему в Юрьев день собирать дворян, детей боярских и ратных людей для второго зимнего Казанского похода и в феврале стоять первым воеводою Сторожевого полка напротив Казани на Галичской дороге. В мая 1551 года упомянут тысяцким. Ездил в Казань для возведения на ханский престол Шах-Али (1551). Упомянут на свадьбе двоюродного брата царя Ивана Грозного — князя Владимира Андреевича и Евдокии Нагой. После первый воевода правой руки войск в Коломне. В сентябре 1551 года, первый воевода Ертаульного полка в походе к Полоцку. В апреле 1552 года послан с царём Шигалеем первым воеводою Большого полка судовой рати на Казань и не доходя до города, по указанию Ивана Грозного, вместе с другими воеводами, в мае основал крепость Свияжск), как опорный пункт для захвата Казани. Привёл к присяге казанские народы. Сам с войском вышел их Свияжска к Казани, вынудив казанцев покориться и выдать ему молодого царя Утемыш-Гирея с матерью Сююмбике, возведя на царство царя Шигалея. Приведя к присяге проживающий в Казани народ, освободил из плена множество россиян, возвратясь с ними в Москву. По приезде подал Государю клятвенные и договорный грамоты казанцев и царя Шигалея, привёз с собою молодого царя Утемыш-Гирея с матерью и многих знатных казанцев.
Был одним из главных воевод при взятии Казани (1552). В 1554—1555 годах годовал в Свияжске первым воеводою. В ноябре 1554 года, на свадьбе князя Ивана Дмитриевича Бельского и княжны Марфой Шуйской сидел первым за государевым кривым столом. В 1555 году был в государевом походе к Коломне и Туле против крымцев. В 1556 году оставлен для охраны Москвы на время государева похода в Серпухов. Назначен наместником в Пскове (1557). В апреле 1555 года на свадьбе двоюродного брата царя Ивана Грозного — князя Владимира Андреевича и княжны Евдокии Одоевской сидел вторым в Большом государевом столе и послан от Государя звать князя Владимира Андреевича на его место. В 1559—1560 годах первый воевода в Казани.
Наместник в Новгороде (1560), где и умер в 1561 году (по другим источникам — в октябре 1560).